# European Golden League 2018 (damer)
European Golden League 2018 utspelade sig mellan 19 maj och 17 juni 2018. Det var den tionde upplagan av turneringen (den första under namnet Golden League) och tolv lag från CEVs medlemsförbund deltog. Bulgarien vann tävlingen för första gången genom att besegra Ungern i finalen. De kvalificerade sig därigenom för spel i Volleyball Challenger Cup 2018. Portugal degraderades till European Silver League 2019. Marija Karakaševa utsågs till mest värdefulla spelare.

## Regelverk

### Format
Tävlingen bestod av:
- Gruppspel med tre grupper om fyra lag där alla möte alla andra lag både hemma och borta.
- De bästa laget i varje grupp samt arrangören av finalspelet gick vidare slutspel (om arrangören kvalificerade sig som bästa lag i gruppen gick den bästa tvåan vidare). Den sämsta fyran flyttades ner till European Silver League 2021
- Slutspelet genomfördes med semifinaler, match om tredjeplats och final.

### Metod för att rangordna lag
Om slutresultatet blev 3-0 eller 3-1 tilldelades 3 poäng till det vinnande laget och 0 till det förlorande laget, om slutresultatet blev 3-2 tilldelades 2 poäng till det vinnande laget och 1 till det förlorande laget.
Rankningsordningen i serien definierades utifrån:
- Antal vunna matcher
- Poäng
- Kvot vunna / förlorade set
- Kvot vunna / förlorade poäng
- Inbördes möte

## Deltagande lag
| Lag          | Turnering            |
| ------------ | -------------------- |
| Azerbajdzjan | European League 2016 |
| Belarus      | European League 2017 |
| Bulgarien    | European League 2014 |
| Kroatien     | European League 2011 |
| Finland      | European League 2017 |
| Frankrike    | European League 2017 |
| Portugal     | European League 2017 |
| Tjeckien     | European League 2012 |
| Slovakien    | European League 2017 |
| Spanien      | European League 2017 |
| Ukraina      | European League 2017 |
| Ungern       | European League 2016 |

## Turneringen

### Gruppspel
| Grupp A      | Grupp B   | Grupp C   |
| ------------ | --------- | --------- |
| Azerbajdzjan | Kroatien  | Belarus   |
| Bulgarien    | Finland   | Tjeckien  |
| Portugal     | Frankrike | Slovakien |
| Ukraina      | Ungern    | Spanien   |

#### Grupp A

##### Resultat
| 19 maj 2018 Hristo Botev Hall, Sofia Speltid: 1h:01 - Åskådare: 700                    | Bulgarien    | 3 - 0 | Portugal     | 25-13, 25-18, 25-19        |
| 19 maj 2018 A.Y.S. Sport Hall, Baku Speltid: 1h:34 - Åskådare: 1 000                   | Azerbajdzjan | 3 - 1 | Ukraina      | 16-25, 25-19, 25-23, 28-26 |
| 23 maj 2018 Hristo Botev Hall, Sofia Speltid: 1h:36 - Åskådare: 500                    | Bulgarien    | 3 - 1 | Ukraina      | 32-34, 25-10, 25-22, 25-21 |
| 23 maj 2018 A.Y.S. Sport Hall, Baku Speltid: 1h:35 - Åskådare: 1 000                   | Azerbajdzjan | 3 - 1 | Portugal     | 24-26, 25-17, 25-14, 25-17 |
| 27 maj 2018 Pavilhão Municipal, Póvoa de Varzim Speltid: 1h:05 - Åskådare: 1 020       | Portugal     | 0 - 3 | Ukraina      | 22-25, 14-25, 13-25        |
| 26 maj 2018 Hristo Botev Hall, Sofia Speltid: 1h:31 - Åskådare: 600                    | Bulgarien    | 3 - 1 | Azerbajdzjan | 17-25, 25-17, 25-14, 25-21 |
| 30 maj 2018 A.Y.S. Sport Hall, Baku Speltid: 1h:46 - Åskådare: 3 200                   | Azerbajdzjan | 3 - 1 | Bulgarien    | 25-20, 23-25, 25-21, 25-21 |
| 30 maj 2018 Complesso di Ed. Fisica, Ivano-Frankivs'k Speltid: 1h:35 - Åskådare: 1 350 | Ukraina      | 3 - 1 | Portugal     | 25-19, 21-25, 25-22, 25-20 |
| 2 juni 2018 Complesso di Ed. Fisica, Ivano-Frankivs'k Speltid: 1h:12 - Åskådare: 1 200 | Ukraina      | 0 - 3 | Bulgarien    | 18-25, 20-25, 22-25        |
| 2 juni 2018 Centro de Desportos, Matosinhos Speltid: 1h:37 - Åskådare: 500             | Portugal     | 1 - 3 | Azerbajdzjan | 20-25, 28-26, 11-25, 15-25 |
| 6 juni 2018 Complesso di Ed. Fisica, Ivano-Frankivs'k Speltid: 1h:22 - Åskådare: 1 000 | Ukraina      | 0 - 3 | Azerbajdzjan | 28-30, 21-25, 23-25        |
| 6 juni 2018 Centro de Desportos, Matosinhos Speltid: 1h:19 - Åskådare: 360             | Portugal     | 0 - 3 | Bulgarien    | 17-25, 22-25, 25-27        |

##### Sluttabell
| Pos. | Lag          | Pt | G | V | P | VS | FS | Kvot  | VP  | FP  | Kvot  |
| ---- | ------------ | -- | - | - | - | -- | -- | ----- | --- | --- | ----- |
| 1.   | Bulgarien    | 15 | 6 | 5 | 1 | 16 | 5  | 3,200 | 513 | 436 | 1,176 |
| 2.   | Azerbajdzjan | 15 | 6 | 5 | 1 | 16 | 7  | 2,285 | 549 | 492 | 1,115 |
| 3.   | Ukraina      | 6  | 6 | 2 | 4 | 8  | 13 | 0,615 | 483 | 491 | 0,983 |
| 4.   | Portugal     | 0  | 6 | 0 | 6 | 3  | 18 | 0,166 | 397 | 523 | 0,759 |

      Kvalificerat för semifinal
      Nedflyttat till European Silver League.

#### Grupp B

##### Resultat
| 19 maj 2018 Dvorana Gripe, Split Speltid: 1h:15 - Åskådare: 530                   | Kroatien  | 3 - 0 | Finland   | 25-21, 26-24, 25-19               |
| 20 maj 2018 Egyetem Sportcsarnok, Budapest Speltid: 1h:14 - Åskådare: 950         | Ungern    | 3 - 0 | Frankrike | 25-16, 25-19, 25-20               |
| 23 maj 2018 Egyetem Sportcsarnok, Budapest Speltid: 1h:43 - Åskådare: 1100        | Ungern    | 3 - 1 | Kroatien  | 26-24, 25-23, 23-25, 25-12        |
| 23 maj 2018 Monitoimitalo, Jyväskylä Speltid: 1h:08 - Åskådare: 1 216             | Finland   | 3 - 0 | Frankrike | 25-18, 25-13, 25-21               |
| 26 maj 2018 Dvorana Gripe, Split Speltid: 1h:41 - Åskådare: 240                   | Kroatien  | 3 - 1 | Frankrike | 25-19, 25-21, 18-25, 27-25        |
| 26 maj 2018 Tampere Ice Arena, Tammerfors Speltid: 1h:38 - Åskådare: 2 027        | Finland   | 3 - 1 | Ungern    | 25-19, 23-25, 25-16, 25-19        |
| 30 maj 2018 Kupittaan urheiluhalli, Åbo Speltid: 1h:37 - Åskådare: 1 452          | Finland   | 3 - 1 | Kroatien  | 25-18, 24-26, 25-15, 25-19        |
| 30 maj 2018 Parc des Sports, Vandœuvre-lès-Nancy Speltid: 1h:19 - Åskådare: 1 310 | Frankrike | 0 - 3 | Ungern    | 23-25, 18-25, 19-25               |
| 2 juni 2018 Dvorana Gripe, Split Speltid: 2h:04 - Åskådare: 325                   | Kroatien  | 3 - 2 | Ungern    | 23-25, 25-23, 25-15, 19-25, 15-9  |
| 2 juni 2018 Parc des Sports, Vandœuvre-lès-Nancy Speltid: 1h:37 - Åskådare: 1 280 | Frankrike | 1 - 3 | Finland   | 14-25, 25-18, 14-25, 22-25        |
| 6 juni 2018 Parc des Sports, Vandœuvre-lès-Nancy Speltid: 1h:41 - Åskådare: 1 420 | Frankrike | 3 - 1 | Kroatien  | 25-18, 27-25, 23-25, 25-21        |
| 6 juni 2018 Érd Aréna, Érd Speltid: 2h:02 - Åskådare: 1 000                       | Ungern    | 3 - 2 | Finland   | 25-20, 25-27, 21-25, 25-21, 15-11 |

##### Sluttabell
| Pos. | Lag       | Pt | G | V | P | VS | FS | Kvot  | VP  | FP  | Kvot  |
| ---- | --------- | -- | - | - | - | -- | -- | ----- | --- | --- | ----- |
| 1.   | Finland   | 13 | 6 | 4 | 2 | 14 | 9  | 1,555 | 533 | 471 | 1,131 |
| 2.   | Ungern    | 12 | 6 | 4 | 2 | 15 | 9  | 1,666 | 536 | 508 | 1,055 |
| 3.   | Kroatien  | 8  | 6 | 3 | 3 | 12 | 12 | 1,000 | 529 | 549 | 0,963 |
| 4.   | Frankrike | 3  | 6 | 1 | 5 | 5  | 16 | 0,312 | 432 | 502 | 0,860 |

      Kvalificerade för semifinal

#### Grupp C

##### Resultat
| 19 maj 2018 Aréna Poprad, Poprad Speltid: 1h:59 - Åskådare: 700                     | Slovakien | 2 - 3 | Belarus   | 24-26, 25-18, 24-26, 25-21, 8-15  |
| 19 maj 2018 Palacio Multiusos, Guadalajara Speltid: 1h:22 - Åskådare: 700           | Spanien   | 0 - 3 | Tjeckien  | 23-25, 21-25, 12-25               |
| 23 maj 2018 Aréna Sparta, Prag Speltid: 1h:14 - Åskådare: 600                       | Tjeckien  | 3 - 0 | Spanien   | 25-20, 25-16, 25-21               |
| 23 maj 2018 Čyžoŭka-Arena, Minsk Speltid: 1h:13 - Åskådare: 970                     | Belarus   | 3 - 0 | Slovakien | 25-23, 25-19, 25-20               |
| 26 maj 2018 Aréna Sparta, Prag Speltid: 1h:16 - Åskådare: 1 100                     | Tjeckien  | 3 - 0 | Slovakien | 25-17, 25-20, 25-19               |
| 26 maj 2018 Čyžoŭka-Arena, Minsk Speltid: 1h:31 - Åskådare: 1 020                   | Belarus   | 1 - 3 | Spanien   | 21-25, 25-11, 23-25, 16-25        |
| 30 maj 2018 Polideportivo Huerta del Rey, Valladolid Speltid: 1h:59 - Åskådare: 600 | Spanien   | 2 - 3 | Belarus   | 23-25, 25-21, 22-25, 25-19, 9-15  |
| 30 maj 2018 Aegon Arena, Bratislava Speltid: 1h:42 - Åskådare: 1 600                | Slovakien | 1 - 3 | Tjeckien  | 25-16, 16-25, 23-25, 18-25        |
| 2 juni 2018 Polideportivo Huerta del Rey, Valladolid Speltid: 1h:40 - Åskådare: 900 | Spanien   | 1 - 3 | Slovakien | 21-25, 17-25, 25-20, 27-29        |
| 2 juni 2018 Sportovní hala, Jindřichův Hradec Speltid: 1h:19 - Åskådare: 1 200      | Tjeckien  | 3 - 0 | Belarus   | 25-18, 25-18, 25-21               |
| 6 juni 2018 Čyžoŭka-Arena, Minsk Speltid: 2h:01 - Åskådare: 960                     | Belarus   | 2 - 3 | Tjeckien  | 21-25, 25-18, 25-19, 20-25, 12-15 |
| 6 juni 2018 City Sports Hall, Levice Speltid: 1h:57 - Åskådare: 1 300               | Slovakien | 3 - 2 | Spanien   | 25-17, 22-25, 23-25, 25-16, 15-6  |

##### Sluttabell
| Pos. | Lag       | Pt | G | V | P | VS | FS | Kvot  | VP  | FP  | Kvot  |
| ---- | --------- | -- | - | - | - | -- | -- | ----- | --- | --- | ----- |
| 1.   | Tjeckien  | 17 | 6 | 6 | 0 | 18 | 3  | 6,000 | 493 | 411 | 1,199 |
| 2.   | Belarus   | 8  | 6 | 3 | 3 | 12 | 13 | 0,923 | 531 | 535 | 0,992 |
| 3.   | Slovakien | 6  | 6 | 2 | 4 | 9  | 15 | 0,600 | 515 | 526 | 0,979 |
| 4.   | Spanien   | 5  | 6 | 1 | 5 | 8  | 16 | 0,500 | 482 | 549 | 0,878 |

      Kvalificerat för semifinal

### Slutspelsfasen
|  | Semifinaler | Semifinaler | Semifinaler |        |    | Final               | Final               | Final               |  |
|  |             |             |             |        |    |                     |                     |                     |  |
|  | 1A          | Bulgarien   | 3           |        |    |                     |                     |                     |  |
|  | 1A          | Bulgarien   | 3           |        |    |                     |                     |                     |  |
|  | 1B          | Finland     | 0           |        |    |                     |                     |                     |  |
|  | 1B          | Finland     | 0           |        | 1A | Bulgarien           | 3                   |                     |  |
|  |             |             |             |        | 1A | Bulgarien           | 3                   |                     |  |
|  |             |             | 2B          | Ungern | 0  |                     |                     |                     |  |
|  | 2B          | Ungern      | 2B          | Ungern | 0  | 3                   |                     |                     |  |
|  | 2B          | Ungern      |             |        |    | 3                   |                     |                     |  |
|  | 1C          | Tjeckien    | 0           |        |    | Match om tredjepris | Match om tredjepris | Match om tredjepris |  |
|  | 1C          | Tjeckien    | 0           |        |    |                     |                     |                     |  |
|  |             |             |             |        |    |                     |                     |                     |  |
|  |             |             |             |        |    | 1B                  | Finland             | 1                   |  |
|  |             |             |             |        |    | 1B                  | Finland             | 1                   |  |
|  |             |             |             |        |    | 1C                  | Tjeckien            | 3                   |  |

#### Semifinaler
| 14 juni 2018 László Papp Sports Arena, Budapest Speltid: 1h:09 - Åskådare: 600   | Bulgarien | 3 - 0 | Finland  | 25-21, 25-13, 25-14 |
| 14 juni 2018 László Papp Sports Arena, Budapest Speltid: 1h:23 - Åskådare: 1 500 | Ungern    | 3 - 0 | Tjeckien | 25-21, 25-19, 25-19 |

#### Match om tredjepris
| 15 juni 2018 László Papp Sports Arena, Budapest Speltid: 1h:49 - Åskådare: 700 | Finland | 1 - 3 | Tjeckien | 17-25, 26-28, 27-25, 21-25 |

#### Final
| 15 juni 2018 László Papp Sports Arena, Budapest Speltid: 1h:19 - Åskådare: 1 800 | Bulgarien | 3 - 0 | Ungern | 25-12, 27-25, 25-14 |

## Slutplaceringar
| Pos | Lag          | Kvalificerade för                               |
| --- | ------------ | ----------------------------------------------- |
|     | Bulgarien    | Uppflyttade till Volleyball Challenger Cup 2018 |
|     | Ungern       |                                                 |
|     | Tjeckien     |                                                 |
| 4   | Finland      |                                                 |
| 5   | Azerbajdzjan |                                                 |
| 6   | Belarus      |                                                 |
| 7   | Kroatien     |                                                 |
| 8   | Ukraina      |                                                 |
| 9   | Slovakien    |                                                 |
| 10  | Spanien      |                                                 |
| 11  | Frankrike    |                                                 |
| 12  | Portugal     | Nedflyttade till European Silver League 2019    |

## Individuella utmärkelser
| Utmärkelse              | Namn               | Lag       |
| ----------------------- | ------------------ | --------- |
| Mest värdefulla spelare | Marija Karakaševa  | Bulgarien |
| Bästa passare           | Lora Kitipova      | Bulgarien |
| Bästa högerspiker       | Silvana Čauševa    | Bulgarien |
| Bästa vänsterspiker     | Gréta Szakmáry     | Ungern    |
| Bästa vänsterspiker     | Michaela Mlejnková | Tjeckien  |
| Bästa center            | Hristina Ruseva    | Bulgarien |
| Bästa center            | Laura Pihlajamäki  | Finland   |
| Bästa libero            | Rita Molcsányi     | Ungern    |